# Platanias FC
Maillots
L'Athlitikos Omilos Platania Chanion (en grec moderne : Αθλητικός Όμιλος Πλατανιά Χανίων), plus couramment abrégé en Platanias, est un ancien club grec de football fondé en 1931 puis disparu en 2021, et basé dans la commune éponyme, près de La Canée, en Crète.

## Histoire
Le club est fondé le 15 mars 1931.
L'uniforme du club comprend la couleur rouge car lors de la saison 1942-43, les maillots étaient fabriqués à partir de drapeaux nazis volés qu'ils cousaient eux-mêmes.
En 2009, le club est promu en Gamma Ethniki (troisième division). La saison suivante, plusieurs clubs se voient rétrogradés de la Football League 2 (nouveau nom de la troisième division), en raison du « scandale Koriopolis (en) », une affaire de matchs arrangés. Platanias se voit ainsi promu alors que sa 5e place ne lui aurait pas permis d'accéder à la division supérieure dans des circonstances normales.
En 2012, l'équipe est promue pour la première fois de son histoire en Superleague Elláda, après avoir disputé les play-offs de la saison 2011-2012.
Le club est dissous le 6 août 2021.

## Palmarès
| Compétitions nationales                                                                                          |
| --- |
| - Championnat de Grèce D4 (1) : - Champion : 2008-09. - Championnat de Grèce D3 (1) : - Vice-champion : 2018-19. |

## Personnalités du club

### Présidents du club
- Manolis Mathioulakis

### Entraîneurs du club
| - Christos Vasileiou (2009) - Miodrag Ćirković (2009 - 2010) - Timos Kavakas (2010 - 2011) - Andreas Pantziaras (2011) - Timos Kavakas (2011 - 2012) - Giannis Chatzinikolaou (2012) | - Angelos Anastasiadis (2012 - 2013) - Marinos Ouzounidis (2013) - Níkos Anastópoulos (2013 - 2014) - Angelos Anastasiadis (2014) - Giannis Christopoulos (2014 - 2015) - Giannis Thomaidis (2015) | - Georgios Paraschos (2015 - 2017) - José Manuel Roca (2017 - 2018) - Giannis Chatzinikolaou (2018) - Paulo Campos (2018) - Giannis Tatsis |